# Grant-Valkaria
Grant-Valkaria város az USA Florida államában, Brevard megyében. Lakosainak száma 4509 fő (2020. április 1.).

## Népesség
A település népességének változása:

| 2010 | 3 850 |
| 2020 | 4 509 |